# One Shot 80!! Volume 2
80!! è una raccolta di canzoni degli anni '80, pubblicata in Italia dalla Universal su CD (catalogo 440 0 69169 2) e cassetta nel 2002, appartenente alla serie One Shot '80 della collana One Shot.

## Il disco
Secondo e ultimo dei due volumi (il primo è intitolato 80!, numerale 80 seguito da un solo punto esclamativo), integrativi della serie One Shot '80; per raccogliere "il meglio del meglio degli anni '80".

## Tracce
Il primo è l'anno di pubblicazione del singolo, il secondo quello dell'album; altrimenti coincidono. 
1. The Cure – Lullaby (7" single remix) – 4:08 (testo: Robert Smith – musica: The Cure) – 1989
2. Supertramp – The Logical Song (album version) – 4:04 (Rick Davies, Roger Hodgson) – 1979
3. Depeche Mode – Just Can't Get Enough – 3:41 (Vince Clarke) – 1981
4. Imagination – Music and Lights (single version) – 3:35 (Leee John, Ashley Ingram, Steve Jolley, Tony Swain) – 1982
5. Stevie Wonder – Master Blaster (Jammin') (album version) – 5:08 (Stevie Wonder) – 1980
6. Duran Duran – Skin Trade (single version) – 4:05 (Duran Duran) – 1987, 1986
7. Paul Young – Love of the Common People (extended club mix) – 5:49 (John Hurley, Ronnie Wilkins) – 1983
8. Tina Turner – We Don't Need Another Hero (in Mad Max - Oltre la sfera del tuono, single version) – 4:15 (Terry Britten, Graham Lyle) – 1985
9. Toto – Rosanna (album version) – 5:29 (David Paich) – 1982
10. Eurythmics – Sweet Dreams (Are Made of This) (maxi single version) – 4:51 (Annie Lennox, Dave Stewart) – 1983
11. Bryan Ferry – Slave to Love (album version) – 4:17 (Bryan Ferry) – 1985
12. Wham! – I'm Your Man (single version) – 4:04 (George Michael) – 1985, 1986 (in due album)
13. Donna Summer – She Works Hard for the Money (album version) – 5:19 (Donna Summer, Michael Omartian) – 1983
14. Tears For Fears – Everybody Wants to Rule the World – 4:11 (Roland Orzabal, Ian Stanley, Chris Hughes) – 1985
15. Kate Bush – Babooshka – 3:28 (Kate Bush) – 1980
16. Frankie Goes to Hollywood – Two Tribes – 3:23 (Mark O'Toole, Peter Gill, Holly Johnson) – 1984
17. Level 42 – Something About You (album version) – 4:23 (Level 42) – 1985
18. Europe – The Final Countdown (album version) – 5:09 (Joey Tempest) – 1986